# Fruela Ier
Fruela Ier (Froïla ou Frodila), né vers 722 et mort à Cangas de Onis le 14 janvier 768, est roi des Asturies de 757 à 768.

## Biographie
Fils d'Alphonse Ier, roi des Asturies de 739 à 757, et d'Ermesinda, fille de Pélage, Fruela succède à son père en 757.
Peu de temps après sa montée sur le trône, il bat à Pontumium (Pontedeume ?) une armée musulmane qui avait envahi la Galice : cinquante-quatre mille musulmans sont tués lors de cette bataille et leur chef Omar, fait prisonnier, est exécuté. Grâce à cette victoire, Fruela parvient à chasser les musulmans de Galice et repeuple la région jusqu'au Minho avec des chrétiens. À l'est il installe également de nouvelles populations chrétiennes dans la Liébana et la Bardulia (en), la future Castille. Plus à l'est encore, il met fin aux conflits avec les Vascons et prend comme épouse une Basque.
Pendant son règne a lieu la fondation de la ville d'Oviedo, en 761. L'abbé Fromestan et son neveu Maxime y érigent une église en l'honneur de Saint-Vincent.
La fin de son règne est difficile. Il assassine son frère Vimara puis, malgré l'agitation des nobles, nomme comme successeur son neveu Bermude, le fils de Vimara. Un complot contre lui aboutit à son assassinat par des « magnates » le 14 janvier 768 à Cangas de Onís, et c'est son cousin Aurelio qui monte sur le trône.
Les corps de Fruela et de sa femme Munia sont inhumés dans la cathédrale d'Oviedo.

## Union et postérité
Il épouse une noble basque, Munia ; de ce mariage, naît un seul enfant : Alphonse (vers 760-842), roi des Asturies à partir de 791, connu comme « Alphonse le Chaste ».
Rodrigo Sánchez de Arévalo donne une liste des premiers comtes de Castille, en se servant de documents trouvés dans l’église d'Auca. Parmi ceux-ci, Rodrigo Frolaz, fils de Fruela, roi des Asturies (757-768), lui-même fils d'Alphonse Ier, roi des Asturies, et d'Ermesinde, fille de Pélage. Sa mère est peut-être Paterna de Porcelos, ce qui expliquerait son prénom et le surnom de son petit-fils Diego Porcelos.